# キャロル＝アン・ウォーナー
キャロル＝アン・ウォーナー（英語: Carol-Ann Warner、1945年7月13日 - ）は、イギリス、ベックナム出身のフィギュアスケート選手（女子シングル）。1964年インスブルックオリンピックカナダ代表。

## 主な戦績
| 大会/年      | 1963-64 |
| ------------ | ------- |
| オリンピック | 16      |
| 欧州選手権   | 8       |